# 棘洪滩街道
棘洪滩街道是中国山东省青岛市城阳区下辖的一个街道办事处。

## 历史
棘洪滩村因村西土岭多生荆棘，夏秋汛期常有洪水滞留而得名:47-48。
棘洪滩境域曾长期属于即墨县，1951年4月3日成立棘洪滩乡:40，1958年9月3日改为光明人民公社，次年1月改为棘洪滩人民公社:41，1961年3月21日划归青岛市崂山郊区（1961年10月5日改为崂山县，1988年11月17日改为崂山区）:39。1966年12月，棘洪滩曾改称“锦红滩”，1981年11月20日恢复原名:48，1984年4月4日撤销棘洪滩公社，改设棘洪滩镇:42。
1983年，铁道部四方机车车辆工厂启动技术改造计划，在棘洪滩购地建设分厂，1984年决定由棘洪滩分厂承担新造客车项目。1985年11月，铁道部批复了四方机车车辆工厂客车系统扩建工程的初步设计，同意四方厂购地130.45公顷在棘洪滩建设客车分厂，该工程1986年在棘洪滩镇开工:96-99，1988年8月14日建成投产:99。
1994年4月23日，原属崂山区的城阳、惜福、夏庄、流亭、棘洪滩、上马、红岛、河套8个镇划归新成立的城阳区。2001年6月13日，棘洪滩撤镇设街道:631。

## 行政区划
棘洪滩街道下辖以下30个社区：锦城社区、西毛家庄社区、毛家社区、徐家屋子社区、中华埠社区、棘洪滩村社区、黄家庄社区、韩洼社区、东毛家庄社区、古岛社区、张家庄社区、沈家庄社区、小胡埠社区、北万社区、河南头社区、上崖社区、后海西社区、港东庄社区、铁家庄社区、前海西社区、南万社区、港北社区、段家庄社区、魏家庄社区、大胡埠社区、下崖社区、赵家堰社区、院后庄社区、青大社区、锦湖社区。